# Linddalssjön
Linddalssjön är en sjö i Finspångs kommun och Norrköpings kommun i Östergötland och ingår i Nyköpingsåns huvudavrinningsområde. Sjön är 2,6 meter djup, har en yta på 0,282 kvadratkilometer och befinner sig 63,8 meter över havet. Sjön avvattnas av vattendraget Magnehulteån (Venån).

## Delavrinningsområde
Linddalssjön ingår i det delavrinningsområde (652100-151353) som SMHI kallar för Mynnar i Hunn. Medelhöjden är 79 meter över havet och ytan är 15,97 kvadratkilometer. Det finns ett avrinningsområde uppströms, och räknas det in blir den ackumulerade arean 53,48 kvadratkilometer. Magnehulteån (Venån) som avvattnar avrinningsområdet har biflödesordning 3, vilket innebär att vattnet flödar genom totalt 3 vattendrag innan det når havet efter 116 kilometer. Avrinningsområdet består mestadels av skog (88 procent). Avrinningsområdet har 1,17 kvadratkilometer vattenytor vilket ger det en sjöprocent på 7,3 procent.